# Рощинское сельское поселение (Крым)
Рощинское се́льское поселе́ние (укр. Рощинське сільське́ посе́лення, крымскотат. Roşçino köy yurtu, Рощино кой юрту) — муниципальное образование в Джанкойском районе Республики Крым Российской Федерации.
Административный центр — село Рощино.

## География
Расположено на юге центральной части Джанкойского района, в степной зоне полуострова. 

## История
В 1968 году был образован Рощинский сельский совет.
Статус и границы Рощинского сельского поселения установлены Законом Республики Крым от 5 июня 2014 года № 15-ЗРК «Об установлении границ муниципальных образований и статусе муниципальных образований в Республике Крым».

## Население
| 2001  | 2014  | 2015  | 2016  | 2017  | 2018  | 2019  |
| ----- | ----- | ----- | ----- | ----- | ----- | ----- |
| 2996  | ↘2191 | ↗2195 | ↘2166 | ↘2132 | ↘2099 | ↘2063 |
| 2020  | 2021  |       |       |       |       |       |
| ↘2056 | ↗2530 |       |       |       |       |       |

## Состав сельского поселения
| № | Населённый пункт | Тип населённого пункта       | Население |
| - | ---------------- | ---------------------------- | --------- |
| 1 | Ближнегородское  | село                         | ↘584      |
| 2 | Краснодольное    | село                         | ↘321      |
| 3 | Озёрное          | село                         | ↘44       |
| 4 | Рощино           | село, административный центр | ↘928      |
| 5 | Серноводское     | село                         | ↘314      |